# Vuts
Vuts (vitryska: Вуць) är ett vattendrag i Belarus.   Det ligger i voblasten Homels voblast, i den östra delen av landet, 290 km sydost om huvudstaden Minsk.
Omgivningarna runt Vuts är en mosaik av jordbruksmark och naturlig växtlighet. Runt Vuts är det tätbefolkat, med 257 invånare per kvadratkilometer.